# 中非共和國國家足球隊
中非共和國國家足球隊是中非共和國的國家足球代表隊，由中非共和國足球協會管理，現時屬於國際足協及非洲足協成員國之一。中非共和國至今仍未參加過任何國際大賽的決賽週，無論在世界盃及非洲國家盃外圍賽階段從未取得過出線資格。

## 世界盃成績
- 1930年 - 1974年 - 沒有參賽
- 1978年 - 退出
- 1982年 - 參賽資格不符而喪失資格
- 1986年 - 1998年 - 沒有參賽
- 2002年 - 外圍賽出局
- 2006年 - 2010年 - 退出
- 2014年 - 2018年 - 外圍賽出局

## 非洲國家盃成績
- 1957年 至 1959年 - 屬於法國的一部分
- 1962年 至 1968年 - 不屬於非洲足球協會的一部分
- 1970年 至 1972年 - 沒有參賽
- 1974年 - 參賽資格不符而喪失資格
- 1976年 - 退出
- 1978年 至 1986年 - 沒有參賽
- 1988年 - 外圍賽出局
- 1990年 至 1994年 - 沒有參賽
- 1996年 - 退出
- 1998年 - 參賽資格不符而喪失資格
- 2000年 - 退出
- 2002年 至 2004年- 外圍賽出局
- 2006年 - 退出
- 2008年 - 沒有參賽
- 2010年 - 退出
- 2012年 至 2023年- 外圍賽出局